# Xiisme
El xiisme (àrab: الشيعة, ax-xīʿa, etimològicament de l'expressió شيعة علي, xīʿat ʿAlī, 'partit d'Alí' o 'facció d'Alí') és la segona variant més important de la fe islàmica després de la sunnita i abans del kharigisme, tot i que només representa entre un 10% i un 15% dels musulmans, la gran majoria iranians. Tampoc no fou majoritari en el passat; ni els califes omeies ni els abbàssides el veien amb bons ulls.
Com els altres corrents de l'islam, es basa en els ensenyaments de l'Alcorà i en el missatge de Mahoma. Però en contrast amb altres escoles de pensament, només accepta com a guies religiosos els qui es consideren descendents de la família del Profeta (Ahl al-Bayt) a partir de la seva filla Fàtima az-Zahra i del seu cosí Alí ibn Abi-Tàlib. Aquests descendents són els imams, als quals s'atribueix una autoritat política i espiritual especial sobre la comunitat.
Per als xiïtes, Alí va ser el primer imam i hauria d'haver estat el primer successor per dret de Muhàmmad, per la qual cosa rebutgen la legitimitat dels primers tres califes. Alí és, així, la segona figura més important rere el Profeta i és percebut com «l'home perfecte» (al-insan al-kamil), com Muhàmmad. Se'l considera lliure d'error i de pecat i triat per Déu per a ser el primer imam. Segons el xiisme, el Profeta hauria suggerit diverses voltes que Alí fóra el cap dels musulmans després de la seua mort i aquest no només hauria dirigit la justícia en la comunitat, sinó que també hauria interpretat el significat esotèric que pels xiïtes recela l'Alcorà. En conseqüència, els xiïtes fan servir exclusivament els sermons atribuïts a Alí, en contrast amb els sunnites, la tradició dels quals es basa també en les narracions dels altres «companys de Muhàmmad» (sahaba).

## Història

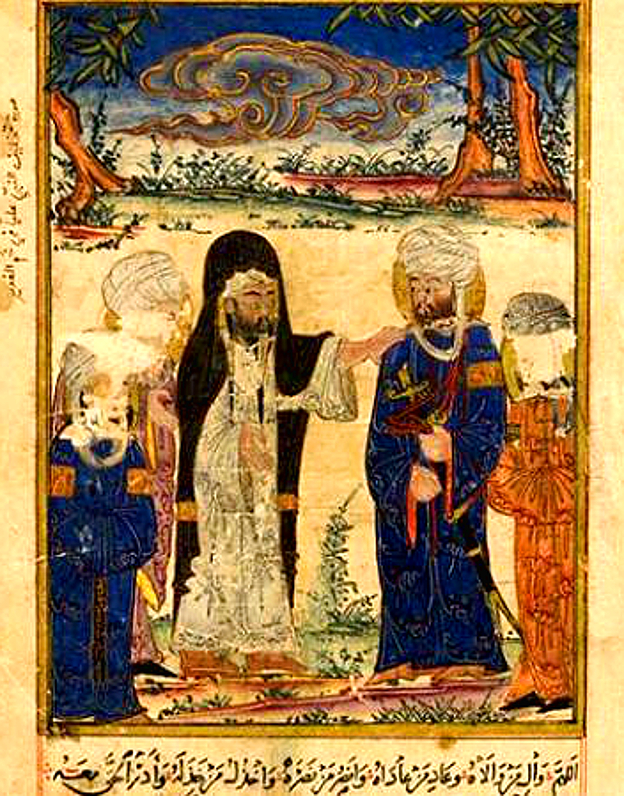
Investidura d'Alí ibn Abi-Tàlib

Quan Muhàmmad va morir l'any 632, no s'havia habilitat cap manera de decidir qui li havia de succeir; per aquest motiu, finalment es va recórrer a un sistema tradicional d'elecció entre notables. Els qui van prendre partit per Alí ibn Abi-Tàlib –cosí i gendre de Muhàmmad, ja que s'havia casat amb la seva filla Fàtima–, consideraven que era l'únic successor legítim, ja que havia estat la persona més propera a Muhàmmad, i es van negar a reconèixer els tres primers notables elegits per exercir el paper de califes o «successors del Profeta»: Abu Bakr as-Siddiq, Úmar ibn al-Khattab i Uthman ibn Affan. Finalment, després de la mort d'Uthman, Alí va ser elegit califa.
Tanmateix, Alí va ser acusat d'haver instigat la mort del seu predecessor, i el seu poder va ser qüestionat per Muàwiya ibn Abi-Sufyan, governador de Síria i membre de la família dels omeies, iniciant-se així una guerra civil entre ambdues faccions. Quan, en el camp de batalla de Siffín, els dos líders van acceptar sotmetre les seves diferències al dictamen d'un àrbitre independent, sorgí una tercera facció de les mateixes files d'Alí: la dels kharigites, que no acceptaven l'arbitratge. Aquesta facció assassinà Alí l'any 661, i el mateix dia van tractar d'acabar també amb Muàwiya i l'àrbitre, sense aconseguir-ho. Els partidaris d'Alí van posar llavors les seves esperances en el seu fill, Hàssan, que renuncià al poder, i després en un altre fill, Hussayn. Aquest instigà una revolta contra el poder omeia. La seva terrible mort durant la batalla de Karbala (Iraq), el 680, marcarà el principi del cisma entre els «seguidors d'Alí» i aquells qui, més tard, s'anomenaran «sunnites», o «seguidors de la tradició».
El destí tràgic de Hussayn va sacsejar una part dels musulmans provocant-los la determinació de combatre fins al final per un ideal de poder considerat just i respectuós amb els fonaments autèntics de l'islam. El que s'anomenarà el «martiri de Hussayn» ha esdevingut una fita fonamental del xiisme, que ho commemora cada any amb processons de penitents, convertint-se en símbol de la lluita contra la injustícia.
Però els descendents de Hussayn, dirigents o imams de la comunitat, atès el caràcter hereditari atribuït per a la successió també van patir tots una fi tràgica. El poder temporal plantejava doncs un problema, que es va solucionar gràcies al fenomen de l'"ocultació" o gayba: el setè imam Ismaïl ibn Jàfar, va «desaparèixer» i una part de la comunitat va considerar que s'havia «ocultat» per mitjans sobrenaturals però que seguiria viu fins a la seva tornada al final dels temps, i per això no el podia succeir ningú. Així van posar fi a la qüestió, cosa que va permetre un acatament formal del poder polític imperant. Els xiïtes que van creure en aquesta ocultació foren anomenats a partir d'aleshores «septimams» (pel número de l'imam desaparegut) o «ismaïlites» (pel nom de l'imam, Ismaïl). El seu líder religiós és l'Aga Khan.
La majoria de la comunitat, però, va considerar que Ismaïl era simplement mort i va seguir reconeixent com a imams als seus descendents, raó per la qual van ser anomenats imamites. No obstant això, van acabar reconeixent el seu propi fenomen d'ocultació: segons la creença d'aquest grup, Muhàmmad al-Mahdí, el dotzè imam, es va escapar de la presó per mitjans sobrenaturals i va desaparèixer l'any 874, i als imamites se'ls va anomenar, a partir d'aquell moment, «duodecimams». Així, l'existència de l'Imam Ocult dona una forta dimensió esotèrica al xiisme.

### Les escissions
Els xiisme ha patit diverses escissions al llarg de la història, però en l'actualitat només n'hi ha tres que tinguin un nombre significatiu de seguidors: els imamites, els ismaïlites i els zaidites. El 680 es dividiren en alides, hassanites i husseinites. Es reagruparen el 681, però el 683 es tornaren a dividir en alides i penitents, divisió que només durà un any, ja que es tornaren a dividir en alides i hanafites o mukhtarites. D'aquests últims se n'escamparen dues branques el 687, una que tornà a l'ortodòxia i una que formà el grups dels haiximites, que després originaren els abbàssides en començar el segle viii. Els alides i part dels hanifites es reagruparen el 687. El 740 se'n van separar els zaidites o quinquemans, que després van originar els hassanites (762) i els ibrahimites (prop del 765), els quals es van dividir entre hadites i sakites cap al 768/770. Dels hadites van sorgir els dailemites i els idrissites. De la branca principal dels xiïtes se'n van separar, cap a l'any 800, els jafarites.

## Particularitats doctrinals
En tant que musulmans, els xiïtes reconeixen els cinc pilars de l'islam, l'Alcorà, la sunna (que segueixen a través de la família de Mahoma), i en general el culte no es diferencia externament d'altres branques de l'islam.
Les particularitats doctrinals més importants són: l'imamat, l'esoterisme i el clergat.

### L'imamat
La figura de l'imam, en aquest cas, es refereix al cap suprem de la comunitat (equivalent al califa) i no en el sentit habitual de guia o director de pregària d'una mesquita, i és considerat com a infal·lible.
Segons la creença general de l'islam, Déu va enviar els profetes per guiar l'home cap a Ell i la mort de Muhàmmad va posar fi al cicle profètic. Per als xiïtes, però, ja que no hi ha profetes, és necessari un garant espiritual de la conducta humana, que sigui alhora la prova de la veracitat de la religió i el guia de la comunitat: aquesta figura és l'encarnada per l'imam.
Aquest ha de reunir una sèrie de característiques que el facin ser l'home més perfecte del seu temps: versat en la religió, just i desproveït de defectes. A més, es considera que té certes qualitats sobrenaturals atorgades pel Profeta a través de l'imam precedent. Ha de ser igualment descendent directe de Muhàmmad (Hussayn, el primer imam, era fill d'Alí i d'una de les filles del Profeta, Fàtima).
Aquesta darrera reivindicació, que en el seu origen tenia un caràcter polític, va adquirir amb el temps una important dimensió teològica: l'imamat encarna a la vegada els poders espiritual i terrenal. No obstant això, atès que l'imam està ocult, els membres de la comunitat són lliures d'adoptar l'actitud que desitgin respecte al poder terrenal existent.

### L'esoterisme
El xiisme considera que l'Alcorà té un missatge literal, interpretable per qualsevol musulmà, que és vàlid. Tanmateix, aquest missatge exotèric és, alhora, un missatge xifrat o esotèric que oculta coneixements que només poden interpretar certs iniciats. Hi ha faccions xiïtes que sostenen que aquest missatge esotèric és alhora la metàfora d'un tercer missatge, més ocult encara, i així fins a set nivells de significat. El missatge últim, en qualsevol cas, és conegut només per l'imam.
L'esoterisme (especialment present en el cas dels ismaïlites) no té com a tal repercussions pràctiques per a la majoria dels fidels, que es limiten a seguir el missatge literal de l'Alcorà, però està molt relacionat amb la institució de l'imamat i amb l'existència del clergat, i marca distàncies amb l'islam majoritari, que considera que qualsevol creient ha de ser el seu propi intèrpret del missatge diví.

### El clergat
Està molt relacionat amb l'esoterisme i l'imamat. Atès que existeix un missatge invisible i que qui el coneix segueix viu però està ocult, és necessari un cos d'intèrprets capaços de copsar els signes enviats per l'imam des de la seva ocultació. D'altra banda, com que el guia espiritual segueix viu, la doctrina no està completament tancada. Els intèrprets són els ulemes, més sovint anomenats mul·làs, organitzats jeràrquicament segons el seu grau d'iniciació.

## Branques
La fe xiïta s'ha anat dividint al llarg de la història a causa dels imamats, i cada branca recolza diferents imams. La branca més gran és la de l'imamisme, que representa al voltant del 85% dels xiïtes. Les úniques dues branques diferents que sobreviuen són la zaidita i la ismaïlita. Cadascú d'aquests tres grups segueix una línia diferent de l'imamat.
Aquesta taula mostra els imams de les diferents branques amb el Califa corresponent i els seguidors actuals de cada branca del xiisme, així com el seu origen i moment de divisió:
|    |                                                 | 1   | Alí ibn Abi-Tàlib (661)          |     |                                  |     |                           |
|    | ╔══════════════════════                         | ═══ | ╣                                |     |                                  |     |                           |
|    | Khawla bint Jàfar                               |     | Fàtima (633)                     |     |                                  |     |                           |
|    | │                                               |     | ├────────────────────            | ─── | ┐                                |     |                           |
| 4  | Muhàmmad ibn al-Hanafiyya (700)                 | 3   | al-Hussayn ibn Alí (680)         | 2   | al-Hàssan ibn Alí (669)          |     |                           |
|    | Ocultació                                       |     | │                                |     | │                                |     |                           |
|    | kayssanites (Rawandiyya/Muslimiyya/Khurramites) |     | │                                |     | │                                |     |                           |
|    |                                                 | 4   | Alí Zayn-al-Abidín (712)         |     | Zayd ibn al-Hàssan               |     |                           |
|    | ┌───────────────────────                        | ─── | ┤                                |     |                                  |     |                           |
| 5  | Muhàmmad al-Bàqir (791)                         | 5   | Zayd ibn Alí (740)               |     |                                  |     |                           |
|    | │                                               |     | zaidites                         |     |                                  |     |                           |
| 6  | Jàfar as-Sàdiq (765)                            |     |                                  |     |                                  |     |                           |
|    | ├───────────────────────                        | ─── | ─────────────────────            | ─── | ┐                                |     |                           |
| 7  | Mussa al-Kàdhim (799)                           |     |                                  | 7   | Ismaïl ibn Jàfar (760)           |     |                           |
|    | │                                               |     |                                  |     | ismaïlites                       |     |                           |
| 8  | Alí ar-Ridà (818)                               |     |                                  |     | │                                |     |                           |
|    | │                                               |     |                                  | 8   | Muhàmmad al-Maktum (ocult) (813) |     |                           |
| 9  | Muhàmmad Jawad at-Taqí (839)                    |     |                                  |     | │                                |     |                           |
|    | │                                               |     |                                  | 9   | Abd-Al·lah al-Wafí (ocult) (828) |     |                           |
| 10 | Alí an-Naqí (868)                               |     |                                  |     | │                                |     |                           |
|    | │                                               |     |                                  | 10  | Muhàmmad at-Taqí (ocult) (840)   |     |                           |
| 11 | al-Hàssan al-Askarí (874)                       |     |                                  |     | │                                |     |                           |
|    | ├───────────────────────                        | ─── | ┐                                | 11  | Abd-Al·lah ar-Radí (ocult) (881) |     |                           |
| 12 | Muhàmmad al-Mahdí (???)                         | 12  | Ibn Nussayr                      |     | ├──────────────────────────      | ─── | ┐                         |
|    | Ocultació                                       |     | alauites                         | 12  | Ubayd-Al·lah al-Mahdí (934)      |     | 12 Hamdan Qàrmat càrmates |
|    | imamisme                                        |     |                                  |     | fatimites                        |     |                           |
|    |                                                 |     |                                  |     | │                                |     |                           |
|    |                                                 |     |                                  | 13  | al-Qàïm (946)                    |     |                           |
|    |                                                 |     |                                  |     | │                                |     |                           |
|    |                                                 |     |                                  | 14  | al-Mansur (952)                  |     |                           |
|    |                                                 |     |                                  |     | │                                |     |                           |
|    |                                                 |     |                                  | 15  | al-Muïzz li-din-Al·lah (975)     |     |                           |
|    |                                                 |     |                                  |     | │                                |     |                           |
|    |                                                 |     |                                  | 16  | al-Aziz bi-L·lah (996)           |     |                           |
|    |                                                 |     |                                  |     | │                                |     |                           |
|    |                                                 |     |                                  | 17  | al-Hàkim bi-Amr-Al·lah (1021)    |     |                           |
|    |                                                 |     | ┌────────────────────            | ─── | ┤                                |     |                           |
|    |                                                 |     | Ocultació                        | 18  | adh-Dhàhir (1036)                |     |                           |
|    |                                                 |     | drusos                           |     | │                                |     |                           |
|    |                                                 |     |                                  | 19  | al-Mustànsir bi-L·lah (1094)     |     |                           |
|    |                                                 |     | ┌────────────────────            | ─── | ┤                                |     |                           |
|    |                                                 | 20  | Nizar ibn al-Mustànsir           | 20  | al-Mustalí (1101)                |     |                           |
|    |                                                 |     | nizarites (Secta dels assassins) |     | mustalites (Bohra)               |     |                           |
|    |                                                 |     | │                                |     | │                                |     |                           |
|    |                                                 | 21  | al-Hadí                          | 21  | al-Àmir (1130)                   |     |                           |
|    |                                                 |     | │                                |     | │                                |     |                           |
|    |                                                 | 22  | al-Muhtadí ibn al-Hadí           | 22  | Abu-l-Qàssim at-Tàyyib (1142)    |     |                           |
|    |                                                 |     | │                                |     | Ocultació                        |     |                           |
|    |                                                 | 23  | al-Qàhir ibn al-Muhtadí          |     |                                  |     |                           |
|    |                                                 |     | │                                |     |                                  |     |                           |
|    |                                                 | 24  | al-Azikrí Salam                  |     |                                  |     |                           |
|    |                                                 |     | │                                |     |                                  |     |                           |
|    |                                                 |     | etc.                             |     |                                  |     |                           |

## Celebracions
Els sunnites i els xiites duodecimams celebren, entre d'altres, aquestes festes anuals:
- Id al-Fitr (àrab: عيد الفطر, ʿĪd al-Fiṭr), que marca la fi del dejuni del mes de ramadà i correspon al primer dia del mes de xawwal.
- Festa del sacrifici (àrab: عيد الأضحى, ʿĪd al-Aḍḥà), que marca la fi del hajj o pelegrinatge a la Meca. Comença el dia 10 del mes de dhu-l-hijja, l'últim de l'any.

Les festes següents són exclusivament xiïtes:
- L'Aixura (àrab: عاشوراء, ʿĀxūrāʾ), el dia 10 de muhàrram. Els sunnites també ho celebren però li atorguen un significat diferent.
- Arbaín, la festa que commemora el patiment de les dones i xiquets de la casa de Hussayn.
- Màwlid an-Nabí, la data de naixement de Mahoma, el dia 17 del mes de rabí al-àwwal per als xiïtes.

## Difusió

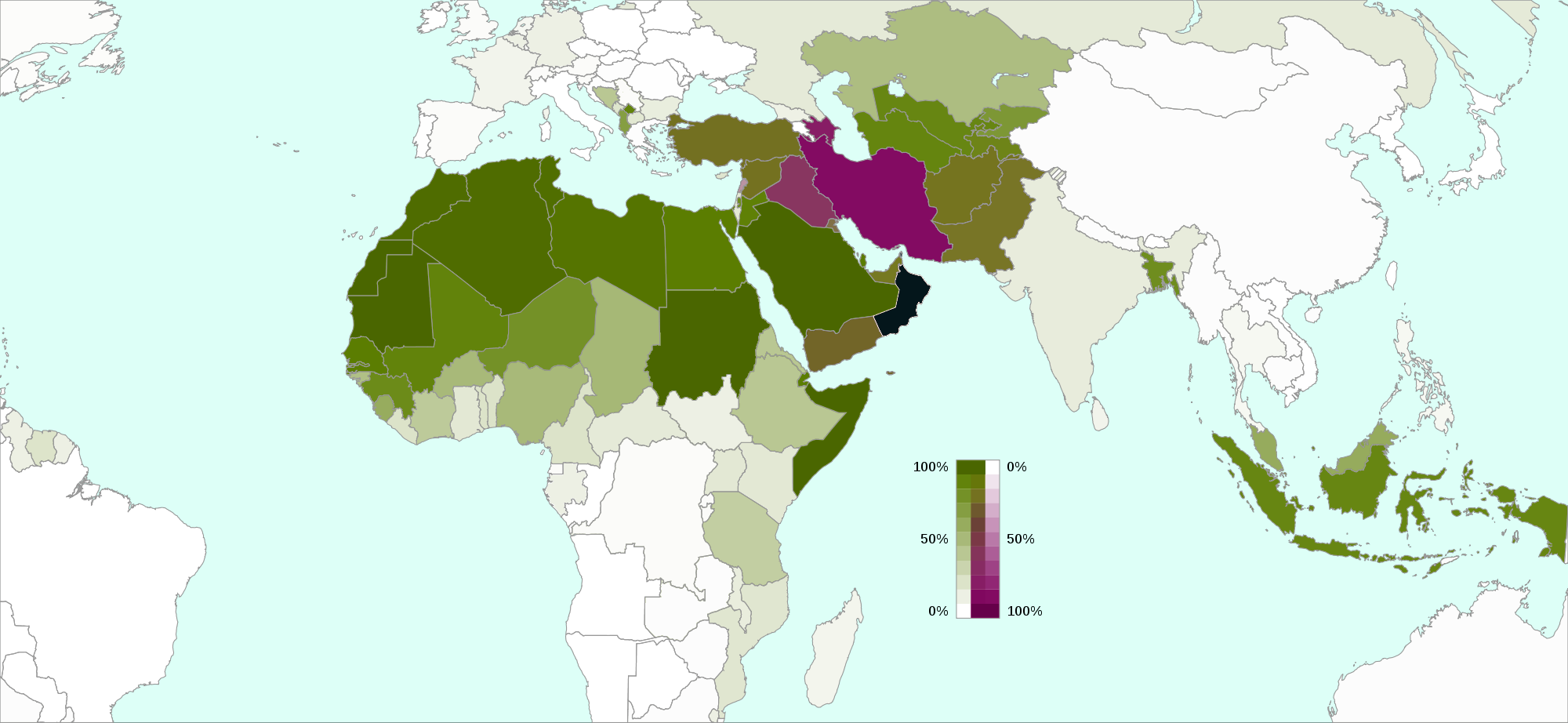
Estats amb població musulmana. Verd: majoria sunnita. Vermell: majoria xiïta. Blau: majoria ibadita (Oman)

Els xiïtes constitueixen avui entre un 10 i un 20% dels musulmans al món, mentre que la resta són en la gran majoria sunnites. Són majoritaris a l'Iran, l'Azerbaidjan, l'Iraq, Bahrain i el sud del Líban, i existeixen minories xiïtes en altres llocs, especialment a Síria, l'Afganistan i el Pakistan.
| «                                   | ...els xiïtes representen al voltant del 10 o el 15% dels musulmans al món. No tenim dades precises perquè en gran part de l'Orient Mitjà no es convenient tenir-ne, especialment per als règims que governen. Pero els càlculs diuen que són més o menys el 10 o el 15% dels musulmans al món, el que fa entre 165 i 190 milions de persones ...] La gran majoria d'aquesta població viu entre el Pakistan i el Líban. L'Iran sempre ha sigut un país xiïta, amb una població d'uns 60 milions. Pakistan és el segon país xiïta, amb una població d'uns 30 milions. I, potencialment, hi ha una quantitat important de xiïtes a l'Índia i a l'Iraq. | » |
| — Vali Nasr , 18 d'octubre del 2006 | |   |

Els països amb majoria xiita són Iran, l'Iraq, Azerbaidjan i Bahrain. A l'Orient Pròxim, representen entre el 36,3% i el 38,6% de la població. Els musulmans xiïtes constitueixen al voltant del 35% de la població del Líban, 45% al Iemen, 20-40% a Kuwait, 20% a Turquia, 10-20% al Pakistan i 10-19% a l'Afganistan.
Els països amb més d'un milió de població xiïta són, en ordre descendent: Iran, Pakistan, Índia, Irak, Turquia, Iemen, Azerbaidjan, Afganistan, Arabia Saudita, Síria, Nigèria, el Líban i Tanzània.
A Arabia Saudita hi ha diverses comunitats xiïtes, entre els quals hi ha els duodecimans de Bahrain a la província est, els Nakhawila de la ciutat de Medina, els ismaïlites sulaymanis i els zaïdites de Najran. Hi ha altres comunitats destacables de xiïtes en les regions costaneres de l'oest de Sumatra i Aceh a Indonèsia. A la resta d'Àsia els musulmans són predominantment sunites xafiïtes i la presència de xiïtes hi és escassa.
Hi ha una minoria xiïta present a Nigèria, concentrada a la regió de Kano. A l'est d'Àfrica hi ha diverses poblacions de xiïtes ismaïlites, la majoria descendents d'immigrants del sud d'Àsia durant el període colonial, com els Khoja.
Segons els musulmans xiïtes, un dels problemes persistents en calcular la població xiïta és que els països on aquests no són una minoria significativa consideren que tota la població és sunnita. Per exemple, l'auge de la Casa dels Saüd a Aràbia Saudita va suposar una discriminació oficial contra els xiïtes.
- El xiisme ismaïlita existeix a l'Índia, el Pakistan, Síria i el Iemen.
- Els drusos es troben sobretot a la regió situada entre el sud del Líban, els Alts del Golan i el nord d'Israel.
- Els zaidites es troben principalment al Iemen.
- Els alauites són força nombrosos a Síria. La família del cap d'Estat sirià pertany a aquesta confessió.
- Els alevis es troben al centre i est de Turquia.

| Estat | Població total | Població xiïta | Percentatge de xiïtes | Ref.   |
| --- | -------------- | -------------- | --------------------- | ------ |
| Iran | 68.700.000     | 61.800.000     | 89,96                 |        |
| Pakistan | 165.800.800    | 33.200.000     | 20,02                 |        |
| Iraq | 26.000.000     | 17.400.000     | 66,92                 |        |
| Turquia | 71.517.100     | 15.000.000     | 20,97                 | [ 29 ] |
| Índia | 1.009.000.000  | 11.000.000     | 1,09                  |        |
| Azerbaidjan | 9.000.000      | 7.600.000      | 85,00                 |        |
| Afganistan | 31.000.000     | 5.900.000      | 19,03                 |        |
| Aràbia Saudita | 27.000.000     | 4.000.000      | 14,81                 |        |
| Líban | 3.900.000      | 1.700.000      | 43,59                 |        |
| Kuwait | 2.400.000      | 730.000        | 30,42                 |        |
| Bahrain | 700.000        | 520.000        | 74,29                 |        |
| Síria | 20.178.485     | 3.228.557      | 16,0                  | [ 30 ] |
| EAU | 2.600.000      | 160.000        | 6,15                  |        |
| Qatar | 890.000        | 140.000        | 15,73                 |        |
| Oman | 3.100.000      | 31.000         | 1,00                  |        |
| Font: Basat en les dades de nombroses referències acadèmiques, i de governs i ONG, a l'Orient Mitjà i a l'Occident. Arxivat 2009-06-27 a Wayback Machine. |                |                |                       |        |